# رشته‌کوه کولار
رشته‌کوه کولار (روسی: хребет Кулар) یک رشته‌کوه در یاقوتستان کشور روسیه است.